# Tour d'Italie féminin 2025
La 36e édition du Tour d'Italie féminin (Giro d'Italia Donne en italien) est une course cycliste ayant lieu du 6 au 13 juillet 2025. Elle fait partie du calendrier UCI World Tour féminin 2025 en catégorie 2.WWT.

## Présentation

### Parcours
Un contre-la-montre technique est organisé le premier jour dans les rues de Bergame. Le lendemain, les coureuses parcourent une courte étape dont la seconde moitié est en montée constante jusqu'à Aprica. L'inverse vaut pour la troisième étape qui présente un profil globalement descendant jusqu'à Trente. La première véritable arrivée en montagne se situe lors de la quatrième étape vers Valdobbiadene à Pianezze avec une ultime pente de 12 kilomètres à plus de 6 % de moyenne. L'étape suivante est un parcours de plaine. La sixième étape est constituée d'une succession de petites côtes. Le lendemain, la septième étape est l’étape reine du Giro féminin 2025 avec un final sur le Mont Nerone (montée de 14,7 km à une moyenne de 8 %). La dernière étape organisée autour du circuit automobile d’Imola présente un parcours similaire à celui des championnats du monde de 2020, se terminant par trois boucles de 28,3 km très vallonnées.

### Équipes
| UCI Women's WorldTeams (15)- UAE Team ADQ - AG Insurance-Soudal Team - Canyon//SRAM zondacrypto - Ceratizit Pro Cycling Team - FDJ-Suez - Fenix-Deceuninck - Human Powered Health - Lidl-Trek - Liv AlUla Jayco - Movistar Team - Roland Le Dévoluy - Team Picnic PostNL - Team SD Worx-Protime - Team Visma \| Lease a Bike - Uno-X Mobility UCI Women's ProTeams (2)- EF Education-Oatly - Laboral Kutxa-Fundación Euskadi Équipes féminines continentales (5)- Aromitalia 3T Vaiano - Bepink-Imatra-Bongioanni - Isolmant-Premac-Vittoria - Team Mendelspeck E-Work - Top Girls Fassa Bortolo |
| |

## Favorites
Les favorites pour le classement général sont la championne du monde Lotte Kopecky, Juliette Labous, Marlen Reusser, Marianne Vos, Anna van der Breggen, Elisa Longo Borghini et Yara Kastelijn.

## Étapes
| Étape     | Date      | Villes étapes                               | type                        | Distance (km) | Vainqueur d'étape | Leader du classement général |
| --------- | --------- | ------------------------------------------- | --------------------------- | ------------- | ----------------- | ---------------------------- |
| 1re étape | 6 juill.  | Bergame – Bergame                           | contre-la-montre individuel | 13,6          | Marlen Reusser    | Marlen Reusser               |
| 2e étape  | 7 juill.  | Clusone – Aprica                            | étape vallonnée             | 99            | Anna Henderson    | Anna Henderson               |
| 3e étape  | 8 juill.  | Vezza d'Oglio – Trente                      | étape vallonnée             | 124           | Lorena Wiebes     | Anna Henderson               |
| 4e étape  | 9 juill.  | Castello Tesino – Pianezze                  | étape de montagne           | 156           | Sarah Gigante     | Marlen Reusser               |
| 5e étape  | 10 juill. | Mirano – Monselice                          | étape de plaine             | 108           | Lorena Wiebes     | Marlen Reusser               |
| 6e étape  | 11 juill. | Bellaria-Igea Marina – Bellaria-Igea Marina | étape vallonnée             | 144           | Liane Lippert     | Marlen Reusser               |
| 7e étape  | 12 juill. | Fermignano – mont Nerone                    | étape de montagne           | 157           | Sarah Gigante     | Elisa Longo Borghini         |
| 8e étape  | 13 juill. | Forlì – Imola                               | étape vallonnée             | 138           | Liane Lippert     | Elisa Longo Borghini         |

## Déroulement de la course

### 1reétape
| Bergame - Bergame | contre-la-montre individuel | (13,6 km) |

| \| Classement de l'étape \| Classement de l'étape \| Classement de l'étape \| Classement de l'étape \| Classement de l'étape \| \| Coureur \| Coureur \| Pays \| Équipe \| Temps \| \| --------------------- \| ----------------------- \| --------------------- \| -------------------------- \| --------------------- \| \| 1re \| Marlen Reusser \| Suisse \| Movistar Team \| 17 min 22 s \| \| 2e \| Lotte Kopecky \| Belgique \| SD Worx-Protime \| + 12 s \| \| 3e \| Elisa Longo Borghini \| Italie \| UAE Team ADQ \| + 16 s \| \| 4e \| Anna van der Breggen \| Pays-Bas \| SD Worx-Protime \| + 20 s \| \| 5e \| Lieke Nooijen \| Pays-Bas \| Team Visma \\| Lease a Bike \| + 24 s \| \| 6e \| Anna Henderson \| Royaume-Uni \| Lidl-Trek \| + 27 s \| \| 7e \| Christina Schweinberger \| Autriche \| Fenix-Deceuninck \| + 30 s \| \| 8e \| Alessia Vigilia \| Italie \| FDJ-Suez \| + 40 s \| \| 9e \| Monica Trinca Colonel \| Italie \| Liv AlUla Jayco \| + 41 s \| \| 10e \| Shirin van Anrooij \| Pays-Bas \| Lidl-Trek \| + 41 s \| |                         |             |                            |             |
| |                         |             |                            |             |
| |                         |             |                            |             |
| Classement de l'étape |                         |             |                            |             |
| Coureur | Coureur                 | Pays        | Équipe                     | Temps       |
| 1re | Marlen Reusser          | Suisse      | Movistar Team              | 17 min 22 s |
| 2e | Lotte Kopecky           | Belgique    | SD Worx-Protime            | + 12 s      |
| 3e | Elisa Longo Borghini    | Italie      | UAE Team ADQ               | + 16 s      |
| 4e | Anna van der Breggen    | Pays-Bas    | SD Worx-Protime            | + 20 s      |
| 5e | Lieke Nooijen           | Pays-Bas    | Team Visma \| Lease a Bike | + 24 s      |
| 6e | Anna Henderson          | Royaume-Uni | Lidl-Trek                  | + 27 s      |
| 7e | Christina Schweinberger | Autriche    | Fenix-Deceuninck           | + 30 s      |
| 8e | Alessia Vigilia         | Italie      | FDJ-Suez                   | + 40 s      |
| 9e | Monica Trinca Colonel   | Italie      | Liv AlUla Jayco            | + 41 s      |
| 10e | Shirin van Anrooij      | Pays-Bas    | Lidl-Trek                  | + 41 s      |

| \| Classement général \| Classement général \| Classement général \| Classement général \| Classement général \| \| Coureur \| Coureur \| Pays \| Équipe \| Temps \| \| ------------------ \| ----------------------- \| ------------------ \| -------------------------- \| ------------------ \| \| 1re \| Marlen Reusser \| Suisse \| Movistar Team \| 17 min 22 s \| \| 2e \| Lotte Kopecky \| Belgique \| SD Worx-Protime \| + 12 s \| \| 3e \| Elisa Longo Borghini \| Italie \| UAE Team ADQ \| + 16 s \| \| 4e \| Anna van der Breggen \| Pays-Bas \| SD Worx-Protime \| + 20 s \| \| 5e \| Lieke Nooijen \| Pays-Bas \| Team Visma \\| Lease a Bike \| + 24 s \| \| 6e \| Anna Henderson \| Royaume-Uni \| Lidl-Trek \| + 27 s \| \| 7e \| Christina Schweinberger \| Autriche \| Fenix-Deceuninck \| + 30 s \| \| 8e \| Alessia Vigilia \| Italie \| FDJ-Suez \| + 40 s \| \| 9e \| Monica Trinca Colonel \| Italie \| Liv AlUla Jayco \| + 41 s \| \| 10e \| Shirin van Anrooij \| Pays-Bas \| Lidl-Trek \| + 41 s \| |                         |             |                            |             |
| |                         |             |                            |             |
| |                         |             |                            |             |
| Classement général |                         |             |                            |             |
| Coureur | Coureur                 | Pays        | Équipe                     | Temps       |
| 1re | Marlen Reusser          | Suisse      | Movistar Team              | 17 min 22 s |
| 2e | Lotte Kopecky           | Belgique    | SD Worx-Protime            | + 12 s      |
| 3e | Elisa Longo Borghini    | Italie      | UAE Team ADQ               | + 16 s      |
| 4e | Anna van der Breggen    | Pays-Bas    | SD Worx-Protime            | + 20 s      |
| 5e | Lieke Nooijen           | Pays-Bas    | Team Visma \| Lease a Bike | + 24 s      |
| 6e | Anna Henderson          | Royaume-Uni | Lidl-Trek                  | + 27 s      |
| 7e | Christina Schweinberger | Autriche    | Fenix-Deceuninck           | + 30 s      |
| 8e | Alessia Vigilia         | Italie      | FDJ-Suez                   | + 40 s      |
| 9e | Monica Trinca Colonel   | Italie      | Liv AlUla Jayco            | + 41 s      |
| 10e | Shirin van Anrooij      | Pays-Bas    | Lidl-Trek                  | + 41 s      |

### 2eétape
| Clusone - Aprica | étape vallonnée | (99 km) |

| \| Classement de l'étape \| Classement de l'étape \| Classement de l'étape \| Classement de l'étape \| Classement de l'étape \| \| Coureur \| Coureur \| Pays \| Équipe \| Temps \| \| --------------------- \| --------------------- \| --------------------- \| -------------------------- \| --------------------- \| \| 1re \| Anna Henderson \| Royaume-Uni \| Lidl-Trek \| 2 h 24 min 30 s \| \| 2e \| Dilyxine Miermont \| France \| Ceratizit Pro Cycling Team \| + 0 s \| \| 3e \| Soraya Paladin \| Italie \| Canyon//SRAM zondacrypto \| + 26 s \| \| 4e \| Eleonora Ciabocco \| Italie \| Team Picnic PostNL \| + 26 s \| \| 5e \| Marlen Reusser \| Suisse \| Movistar Team \| + 26 s \| \| 6e \| Elisa Longo Borghini \| Italie \| UAE Team ADQ \| + 26 s \| \| 7e \| Ashleigh Moolman \| Afrique du Sud \| AG Insurance-Soudal Team \| + 26 s \| \| 8e \| Juliette Labous \| France \| FDJ-Suez \| + 26 s \| \| 9e \| Yara Kastelijn \| Pays-Bas \| Fenix-Deceuninck \| + 26 s \| \| 10e \| Shirin van Anrooij \| Pays-Bas \| Lidl-Trek \| + 26 s \| |                      |                |                            |                 |
| |                      |                |                            |                 |
| |                      |                |                            |                 |
| Classement de l'étape |                      |                |                            |                 |
| Coureur | Coureur              | Pays           | Équipe                     | Temps           |
| 1re | Anna Henderson       | Royaume-Uni    | Lidl-Trek                  | 2 h 24 min 30 s |
| 2e | Dilyxine Miermont    | France         | Ceratizit Pro Cycling Team | + 0 s           |
| 3e | Soraya Paladin       | Italie         | Canyon//SRAM zondacrypto   | + 26 s          |
| 4e | Eleonora Ciabocco    | Italie         | Team Picnic PostNL         | + 26 s          |
| 5e | Marlen Reusser       | Suisse         | Movistar Team              | + 26 s          |
| 6e | Elisa Longo Borghini | Italie         | UAE Team ADQ               | + 26 s          |
| 7e | Ashleigh Moolman     | Afrique du Sud | AG Insurance-Soudal Team   | + 26 s          |
| 8e | Juliette Labous      | France         | FDJ-Suez                   | + 26 s          |
| 9e | Yara Kastelijn       | Pays-Bas       | Fenix-Deceuninck           | + 26 s          |
| 10e | Shirin van Anrooij   | Pays-Bas       | Lidl-Trek                  | + 26 s          |

| \| Classement général \| Classement général \| Classement général \| Classement général \| Classement général \| \| Coureur \| Coureur \| Pays \| Équipe \| Temps \| \| ------------------ \| --------------------- \| ------------------ \| -------------------------- \| ------------------ \| \| 1re \| Anna Henderson \| Royaume-Uni \| Lidl-Trek \| 2 h 42 min 03 s \| \| 2e \| Marlen Reusser \| Suisse \| Movistar Team \| + 15 s \| \| 3e \| Elisa Longo Borghini \| Italie \| UAE Team ADQ \| + 31 s \| \| 4e \| Anna van der Breggen \| Pays-Bas \| SD Worx-Protime \| + 35 s \| \| 5e \| Monica Trinca Colonel \| Italie \| Liv AlUla Jayco \| + 56 s \| \| 6e \| Shirin van Anrooij \| Pays-Bas \| Lidl-Trek \| + 56 s \| \| 7e \| Katrine Aalerud \| Norvège \| Uno-X Mobility \| + 59 s \| \| 8e \| Antonia Niedermaier \| Allemagne \| Canyon//SRAM zondacrypto \| + 1 min 03 s \| \| 9e \| Juliette Labous \| France \| FDJ-Suez \| + 1 min 06 s \| \| 10e \| Dilyxine Miermont \| France \| Ceratizit Pro Cycling Team \| + 1 min 10 s \| |                       |             |                            |                 |
| |                       |             |                            |                 |
| |                       |             |                            |                 |
| Classement général |                       |             |                            |                 |
| Coureur | Coureur               | Pays        | Équipe                     | Temps           |
| 1re | Anna Henderson        | Royaume-Uni | Lidl-Trek                  | 2 h 42 min 03 s |
| 2e | Marlen Reusser        | Suisse      | Movistar Team              | + 15 s          |
| 3e | Elisa Longo Borghini  | Italie      | UAE Team ADQ               | + 31 s          |
| 4e | Anna van der Breggen  | Pays-Bas    | SD Worx-Protime            | + 35 s          |
| 5e | Monica Trinca Colonel | Italie      | Liv AlUla Jayco            | + 56 s          |
| 6e | Shirin van Anrooij    | Pays-Bas    | Lidl-Trek                  | + 56 s          |
| 7e | Katrine Aalerud       | Norvège     | Uno-X Mobility             | + 59 s          |
| 8e | Antonia Niedermaier   | Allemagne   | Canyon//SRAM zondacrypto   | + 1 min 03 s    |
| 9e | Juliette Labous       | France      | FDJ-Suez                   | + 1 min 06 s    |
| 10e | Dilyxine Miermont     | France      | Ceratizit Pro Cycling Team | + 1 min 10 s    |

### 3eétape
| Vezza d'Oglio - Trente | étape vallonnée | (124 km) |

| \| Classement de l'étape \| Classement de l'étape \| Classement de l'étape \| Classement de l'étape \| Classement de l'étape \| \| Coureur \| Coureur \| Pays \| Équipe \| Temps \| \| --------------------- \| ----------------------- \| --------------------- \| -------------------------- \| --------------------- \| \| 1re \| Lorena Wiebes \| Pays-Bas \| SD Worx-Protime \| 2 h 59 min 07 s \| \| 2e \| Josie Nelson \| Royaume-Uni \| Team Picnic PostNL \| + 0 s \| \| 3e \| Lotte Kopecky \| Belgique \| SD Worx-Protime \| + 0 s \| \| 4e \| Elisa Longo Borghini \| Italie \| UAE Team ADQ \| + 0 s \| \| 5e \| Babette van der Wolf \| Pays-Bas \| EF Education-Oatly \| + 0 s \| \| 6e \| Christina Schweinberger \| Autriche \| Fenix-Deceuninck \| + 0 s \| \| 7e \| Barbara Guarischi \| Italie \| SD Worx-Protime \| + 0 s \| \| 8e \| Eleonora Gasparrini \| Italie \| UAE Team ADQ \| + 0 s \| \| 9e \| Marianne Vos \| Pays-Bas \| Team Visma \\| Lease a Bike \| + 0 s \| \| 10e \| Marthe Truyen \| Belgique \| Fenix-Deceuninck \| + 0 s \| |                         |             |                            |                 |
| |                         |             |                            |                 |
| |                         |             |                            |                 |
| Classement de l'étape |                         |             |                            |                 |
| Coureur | Coureur                 | Pays        | Équipe                     | Temps           |
| 1re | Lorena Wiebes           | Pays-Bas    | SD Worx-Protime            | 2 h 59 min 07 s |
| 2e | Josie Nelson            | Royaume-Uni | Team Picnic PostNL         | + 0 s           |
| 3e | Lotte Kopecky           | Belgique    | SD Worx-Protime            | + 0 s           |
| 4e | Elisa Longo Borghini    | Italie      | UAE Team ADQ               | + 0 s           |
| 5e | Babette van der Wolf    | Pays-Bas    | EF Education-Oatly         | + 0 s           |
| 6e | Christina Schweinberger | Autriche    | Fenix-Deceuninck           | + 0 s           |
| 7e | Barbara Guarischi       | Italie      | SD Worx-Protime            | + 0 s           |
| 8e | Eleonora Gasparrini     | Italie      | UAE Team ADQ               | + 0 s           |
| 9e | Marianne Vos            | Pays-Bas    | Team Visma \| Lease a Bike | + 0 s           |
| 10e | Marthe Truyen           | Belgique    | Fenix-Deceuninck           | + 0 s           |

| \| Classement général \| Classement général \| Classement général \| Classement général \| Classement général \| \| Coureur \| Coureur \| Pays \| Équipe \| Temps \| \| ------------------ \| --------------------- \| ------------------ \| -------------------------- \| ------------------ \| \| 1re \| Anna Henderson \| Royaume-Uni \| Lidl-Trek \| 5 h 41 min 10 s \| \| 2e \| Marlen Reusser \| Suisse \| Movistar Team \| + 13 s \| \| 3e \| Elisa Longo Borghini \| Italie \| UAE Team ADQ \| + 31 s \| \| 4e \| Anna van der Breggen \| Pays-Bas \| SD Worx-Protime \| + 35 s \| \| 5e \| Monica Trinca Colonel \| Italie \| Liv AlUla Jayco \| + 56 s \| \| 6e \| Shirin van Anrooij \| Pays-Bas \| Lidl-Trek \| + 56 s \| \| 7e \| Katrine Aalerud \| Norvège \| Uno-X Mobility \| + 59 s \| \| 8e \| Antonia Niedermaier \| Allemagne \| Canyon//SRAM zondacrypto \| + 1 min 03 s \| \| 9e \| Juliette Labous \| France \| FDJ-Suez \| + 1 min 06 s \| \| 10e \| Dilyxine Miermont \| France \| Ceratizit Pro Cycling Team \| + 1 min 10 s \| |                       |             |                            |                 |
| |                       |             |                            |                 |
| |                       |             |                            |                 |
| Classement général |                       |             |                            |                 |
| Coureur | Coureur               | Pays        | Équipe                     | Temps           |
| 1re | Anna Henderson        | Royaume-Uni | Lidl-Trek                  | 5 h 41 min 10 s |
| 2e | Marlen Reusser        | Suisse      | Movistar Team              | + 13 s          |
| 3e | Elisa Longo Borghini  | Italie      | UAE Team ADQ               | + 31 s          |
| 4e | Anna van der Breggen  | Pays-Bas    | SD Worx-Protime            | + 35 s          |
| 5e | Monica Trinca Colonel | Italie      | Liv AlUla Jayco            | + 56 s          |
| 6e | Shirin van Anrooij    | Pays-Bas    | Lidl-Trek                  | + 56 s          |
| 7e | Katrine Aalerud       | Norvège     | Uno-X Mobility             | + 59 s          |
| 8e | Antonia Niedermaier   | Allemagne   | Canyon//SRAM zondacrypto   | + 1 min 03 s    |
| 9e | Juliette Labous       | France      | FDJ-Suez                   | + 1 min 06 s    |
| 10e | Dilyxine Miermont     | France      | Ceratizit Pro Cycling Team | + 1 min 10 s    |

### 4eétape
| Castello Tesino - Pianezze | étape de montagne | (156 km) |

| \| Classement de l'étape \| Classement de l'étape \| Classement de l'étape \| Classement de l'étape \| Classement de l'étape \| \| Coureur \| Coureur \| Pays \| Équipe \| Temps \| \| --------------------- \| --------------------- \| --------------------- \| ------------------------ \| --------------------- \| \| 1re \| Sarah Gigante \| Australie \| AG Insurance-Soudal Team \| 3 h 56 min 22 s \| \| 2e \| Elisa Longo Borghini \| Italie \| UAE Team ADQ \| + 25 s \| \| 3e \| Marlen Reusser \| Suisse \| Movistar Team \| + 25 s \| \| 4e \| Antonia Niedermaier \| Allemagne \| Canyon//SRAM zondacrypto \| + 34 s \| \| 5e \| Pauliena Rooijakkers \| Pays-Bas \| Fenix-Deceuninck \| + 50 s \| \| 6e \| Barbara Malcotti \| Italie \| Human Powered Health \| + 56 s \| \| 7e \| Isabella Holmgren \| Canada \| Lidl-Trek \| + 1 min 01 s \| \| 8e \| Lore De Schepper \| Belgique \| AG Insurance-Soudal Team \| + 1 min 01 s \| \| 9e \| Yara Kastelijn \| Pays-Bas \| Fenix-Deceuninck \| + 1 min 03 s \| \| 10e \| Urška Žigart \| Slovénie \| AG Insurance-Soudal Team \| + 1 min 12 s \| |                      |           |                          |                 |
| |                      |           |                          |                 |
| |                      |           |                          |                 |
| Classement de l'étape |                      |           |                          |                 |
| Coureur | Coureur              | Pays      | Équipe                   | Temps           |
| 1re | Sarah Gigante        | Australie | AG Insurance-Soudal Team | 3 h 56 min 22 s |
| 2e | Elisa Longo Borghini | Italie    | UAE Team ADQ             | + 25 s          |
| 3e | Marlen Reusser       | Suisse    | Movistar Team            | + 25 s          |
| 4e | Antonia Niedermaier  | Allemagne | Canyon//SRAM zondacrypto | + 34 s          |
| 5e | Pauliena Rooijakkers | Pays-Bas  | Fenix-Deceuninck         | + 50 s          |
| 6e | Barbara Malcotti     | Italie    | Human Powered Health     | + 56 s          |
| 7e | Isabella Holmgren    | Canada    | Lidl-Trek                | + 1 min 01 s    |
| 8e | Lore De Schepper     | Belgique  | AG Insurance-Soudal Team | + 1 min 01 s    |
| 9e | Yara Kastelijn       | Pays-Bas  | Fenix-Deceuninck         | + 1 min 03 s    |
| 10e | Urška Žigart         | Slovénie  | AG Insurance-Soudal Team | + 1 min 12 s    |

| \| Classement général \| Classement général \| Classement général \| Classement général \| Classement général \| \| Coureur \| Coureur \| Pays \| Équipe \| Temps \| \| ------------------ \| -------------------- \| ------------------ \| ------------------------ \| ------------------ \| \| 1re \| Marlen Reusser \| Suisse \| Movistar Team \| 9 h 38 min 06 s \| \| 2e \| Elisa Longo Borghini \| Italie \| UAE Team ADQ \| + 16 s \| \| 3e \| Sarah Gigante \| Australie \| AG Insurance-Soudal Team \| + 34 s \| \| 4e \| Antonia Niedermaier \| Allemagne \| Canyon//SRAM zondacrypto \| + 1 min 03 s \| \| 5e \| Pauliena Rooijakkers \| Pays-Bas \| Fenix-Deceuninck \| + 1 min 48 s \| \| 6e \| Anna van der Breggen \| Pays-Bas \| SD Worx-Protime \| + 1 min 53 s \| \| 7e \| Yara Kastelijn \| Pays-Bas \| Fenix-Deceuninck \| + 1 min 54 s \| \| 8e \| Isabella Holmgren \| Canada \| Lidl-Trek \| + 1 min 57 s \| \| 9e \| Lore De Schepper \| Belgique \| AG Insurance-Soudal Team \| + 2 min 03 s \| \| 10e \| Katrine Aalerud \| Norvège \| Uno-X Mobility \| + 2 min 07 s \| |                      |           |                          |                 |
| |                      |           |                          |                 |
| |                      |           |                          |                 |
| Classement général |                      |           |                          |                 |
| Coureur | Coureur              | Pays      | Équipe                   | Temps           |
| 1re | Marlen Reusser       | Suisse    | Movistar Team            | 9 h 38 min 06 s |
| 2e | Elisa Longo Borghini | Italie    | UAE Team ADQ             | + 16 s          |
| 3e | Sarah Gigante        | Australie | AG Insurance-Soudal Team | + 34 s          |
| 4e | Antonia Niedermaier  | Allemagne | Canyon//SRAM zondacrypto | + 1 min 03 s    |
| 5e | Pauliena Rooijakkers | Pays-Bas  | Fenix-Deceuninck         | + 1 min 48 s    |
| 6e | Anna van der Breggen | Pays-Bas  | SD Worx-Protime          | + 1 min 53 s    |
| 7e | Yara Kastelijn       | Pays-Bas  | Fenix-Deceuninck         | + 1 min 54 s    |
| 8e | Isabella Holmgren    | Canada    | Lidl-Trek                | + 1 min 57 s    |
| 9e | Lore De Schepper     | Belgique  | AG Insurance-Soudal Team | + 2 min 03 s    |
| 10e | Katrine Aalerud      | Norvège   | Uno-X Mobility           | + 2 min 07 s    |

### 5eétape
| Mirano - Monselice | étape de plaine | (108 km) |

| \| Classement de l'étape \| Classement de l'étape \| Classement de l'étape \| Classement de l'étape \| Classement de l'étape \| \| Coureur \| Coureur \| Pays \| Équipe \| Temps \| \| --------------------- \| --------------------- \| --------------------- \| -------------------------- \| --------------------- \| \| 1re \| Lorena Wiebes \| Pays-Bas \| SD Worx-Protime \| 2 h 39 min 08 s \| \| 2e \| Marianne Vos \| Pays-Bas \| Team Visma \\| Lease a Bike \| + 0 s \| \| 3e \| Liane Lippert \| Allemagne \| Movistar Team \| + 0 s \| \| 4e \| Lotte Kopecky \| Belgique \| SD Worx-Protime \| + 0 s \| \| 5e \| Marlen Reusser \| Suisse \| Movistar Team \| + 0 s \| \| 6e \| Elisa Longo Borghini \| Italie \| UAE Team ADQ \| + 0 s \| \| 7e \| Anna van der Breggen \| Pays-Bas \| SD Worx-Protime \| + 0 s \| \| 8e \| Franziska Brauße \| Allemagne \| Ceratizit Pro Cycling Team \| + 0 s \| \| 9e \| Katia Ragusa \| Italie \| Human Powered Health \| + 0 s \| \| 10e \| Silvia Persico \| Italie \| UAE Team ADQ \| + 0 s \| |                      |           |                            |                 |
| |                      |           |                            |                 |
| |                      |           |                            |                 |
| Classement de l'étape |                      |           |                            |                 |
| Coureur | Coureur              | Pays      | Équipe                     | Temps           |
| 1re | Lorena Wiebes        | Pays-Bas  | SD Worx-Protime            | 2 h 39 min 08 s |
| 2e | Marianne Vos         | Pays-Bas  | Team Visma \| Lease a Bike | + 0 s           |
| 3e | Liane Lippert        | Allemagne | Movistar Team              | + 0 s           |
| 4e | Lotte Kopecky        | Belgique  | SD Worx-Protime            | + 0 s           |
| 5e | Marlen Reusser       | Suisse    | Movistar Team              | + 0 s           |
| 6e | Elisa Longo Borghini | Italie    | UAE Team ADQ               | + 0 s           |
| 7e | Anna van der Breggen | Pays-Bas  | SD Worx-Protime            | + 0 s           |
| 8e | Franziska Brauße     | Allemagne | Ceratizit Pro Cycling Team | + 0 s           |
| 9e | Katia Ragusa         | Italie    | Human Powered Health       | + 0 s           |
| 10e | Silvia Persico       | Italie    | UAE Team ADQ               | + 0 s           |

| \| Classement général \| Classement général \| Classement général \| Classement général \| Classement général \| \| Coureur \| Coureur \| Pays \| Équipe \| Temps \| \| ------------------ \| -------------------- \| ------------------ \| ------------------------ \| ------------------ \| \| 1re \| Marlen Reusser \| Suisse \| Movistar Team \| 12 h 17 min 14 s \| \| 2e \| Elisa Longo Borghini \| Italie \| UAE Team ADQ \| + 16 s \| \| 3e \| Anna van der Breggen \| Pays-Bas \| SD Worx-Protime \| + 1 min 53 s \| \| 4e \| Katrine Aalerud \| Norvège \| Uno-X Mobility \| + 2 min 07 s \| \| 5e \| Sarah Gigante \| Australie \| AG Insurance-Soudal Team \| + 2 min 16 s \| \| 6e \| Antonia Niedermaier \| Allemagne \| Canyon//SRAM zondacrypto \| + 2 min 45 s \| \| 7e \| Silvia Persico \| Italie \| UAE Team ADQ \| + 3 min 21 s \| \| 8e \| Pauliena Rooijakkers \| Pays-Bas \| Fenix-Deceuninck \| + 3 min 30 s \| \| 9e \| Yara Kastelijn \| Pays-Bas \| Fenix-Deceuninck \| + 3 min 36 s \| \| 10e \| Isabella Holmgren \| Canada \| Lidl-Trek \| + 3 min 39 s \| |                      |           |                          |                  |
| |                      |           |                          |                  |
| |                      |           |                          |                  |
| Classement général |                      |           |                          |                  |
| Coureur | Coureur              | Pays      | Équipe                   | Temps            |
| 1re | Marlen Reusser       | Suisse    | Movistar Team            | 12 h 17 min 14 s |
| 2e | Elisa Longo Borghini | Italie    | UAE Team ADQ             | + 16 s           |
| 3e | Anna van der Breggen | Pays-Bas  | SD Worx-Protime          | + 1 min 53 s     |
| 4e | Katrine Aalerud      | Norvège   | Uno-X Mobility           | + 2 min 07 s     |
| 5e | Sarah Gigante        | Australie | AG Insurance-Soudal Team | + 2 min 16 s     |
| 6e | Antonia Niedermaier  | Allemagne | Canyon//SRAM zondacrypto | + 2 min 45 s     |
| 7e | Silvia Persico       | Italie    | UAE Team ADQ             | + 3 min 21 s     |
| 8e | Pauliena Rooijakkers | Pays-Bas  | Fenix-Deceuninck         | + 3 min 30 s     |
| 9e | Yara Kastelijn       | Pays-Bas  | Fenix-Deceuninck         | + 3 min 36 s     |
| 10e | Isabella Holmgren    | Canada    | Lidl-Trek                | + 3 min 39 s     |

### 6eétape
| Bellaria-Igea Marina - Bellaria-Igea Marina | étape vallonnée | (144 km) |

| \| Classement de l'étape \| Classement de l'étape \| Classement de l'étape \| Classement de l'étape \| Classement de l'étape \| \| Coureur \| Coureur \| Pays \| Équipe \| Temps \| \| --------------------- \| --------------------- \| --------------------- \| -------------------------- \| --------------------- \| \| 1re \| Liane Lippert \| Allemagne \| Movistar Team \| 3 h 53 min 01 s \| \| 2e \| Pauliena Rooijakkers \| Pays-Bas \| Fenix-Deceuninck \| + 2 s \| \| 3e \| Shirin van Anrooij \| Pays-Bas \| Lidl-Trek \| + 46 s \| \| 4e \| Silke Smulders \| Pays-Bas \| Liv AlUla Jayco \| + 1 min 05 s \| \| 5e \| Lieke Nooijen \| Pays-Bas \| Team Visma \\| Lease a Bike \| + 1 min 16 s \| \| 6e \| Sarah Van Dam \| Canada \| Ceratizit Pro Cycling Team \| + 1 min 24 s \| \| 7e \| Juliette Labous \| France \| FDJ-Suez \| + 1 min 24 s \| \| 8e \| Katrine Aalerud \| Norvège \| Uno-X Mobility \| + 1 min 24 s \| \| 9e \| Elisa Longo Borghini \| Italie \| UAE Team ADQ \| + 1 min 24 s \| \| 10e \| Barbara Malcotti \| Italie \| Human Powered Health \| + 1 min 24 s \| |                      |           |                            |                 |
| |                      |           |                            |                 |
| |                      |           |                            |                 |
| Classement de l'étape |                      |           |                            |                 |
| Coureur | Coureur              | Pays      | Équipe                     | Temps           |
| 1re | Liane Lippert        | Allemagne | Movistar Team              | 3 h 53 min 01 s |
| 2e | Pauliena Rooijakkers | Pays-Bas  | Fenix-Deceuninck           | + 2 s           |
| 3e | Shirin van Anrooij   | Pays-Bas  | Lidl-Trek                  | + 46 s          |
| 4e | Silke Smulders       | Pays-Bas  | Liv AlUla Jayco            | + 1 min 05 s    |
| 5e | Lieke Nooijen        | Pays-Bas  | Team Visma \| Lease a Bike | + 1 min 16 s    |
| 6e | Sarah Van Dam        | Canada    | Ceratizit Pro Cycling Team | + 1 min 24 s    |
| 7e | Juliette Labous      | France    | FDJ-Suez                   | + 1 min 24 s    |
| 8e | Katrine Aalerud      | Norvège   | Uno-X Mobility             | + 1 min 24 s    |
| 9e | Elisa Longo Borghini | Italie    | UAE Team ADQ               | + 1 min 24 s    |
| 10e | Barbara Malcotti     | Italie    | Human Powered Health       | + 1 min 24 s    |

| \| Classement général \| Classement général \| Classement général \| Classement général \| Classement général \| \| Coureur \| Coureur \| Pays \| Équipe \| Temps \| \| ------------------ \| -------------------- \| ------------------ \| ------------------------ \| ------------------ \| \| 1re \| Marlen Reusser \| Suisse \| Movistar Team \| 16 h 11 min 39 s \| \| 2e \| Elisa Longo Borghini \| Italie \| UAE Team ADQ \| + 16 s \| \| 3e \| Anna van der Breggen \| Pays-Bas \| SD Worx-Protime \| + 1 min 53 s \| \| 4e \| Pauliena Rooijakkers \| Pays-Bas \| Fenix-Deceuninck \| + 2 min 02 s \| \| 5e \| Katrine Aalerud \| Norvège \| Uno-X Mobility \| + 2 min 07 s \| \| 6e \| Sarah Gigante \| Australie \| AG Insurance-Soudal Team \| + 2 min 16 s \| \| 7e \| Antonia Niedermaier \| Allemagne \| Canyon//SRAM zondacrypto \| + 2 min 45 s \| \| 8e \| Yara Kastelijn \| Pays-Bas \| Fenix-Deceuninck \| + 3 min 36 s \| \| 9e \| Isabella Holmgren \| Canada \| Lidl-Trek \| + 3 min 39 s \| \| 10e \| Urška Žigart \| Slovénie \| AG Insurance-Soudal Team \| + 3 min 50 s \| |                      |           |                          |                  |
| |                      |           |                          |                  |
| |                      |           |                          |                  |
| Classement général |                      |           |                          |                  |
| Coureur | Coureur              | Pays      | Équipe                   | Temps            |
| 1re | Marlen Reusser       | Suisse    | Movistar Team            | 16 h 11 min 39 s |
| 2e | Elisa Longo Borghini | Italie    | UAE Team ADQ             | + 16 s           |
| 3e | Anna van der Breggen | Pays-Bas  | SD Worx-Protime          | + 1 min 53 s     |
| 4e | Pauliena Rooijakkers | Pays-Bas  | Fenix-Deceuninck         | + 2 min 02 s     |
| 5e | Katrine Aalerud      | Norvège   | Uno-X Mobility           | + 2 min 07 s     |
| 6e | Sarah Gigante        | Australie | AG Insurance-Soudal Team | + 2 min 16 s     |
| 7e | Antonia Niedermaier  | Allemagne | Canyon//SRAM zondacrypto | + 2 min 45 s     |
| 8e | Yara Kastelijn       | Pays-Bas  | Fenix-Deceuninck         | + 3 min 36 s     |
| 9e | Isabella Holmgren    | Canada    | Lidl-Trek                | + 3 min 39 s     |
| 10e | Urška Žigart         | Slovénie  | AG Insurance-Soudal Team | + 3 min 50 s     |

### 7eétape
| Fermignano - mont Nerone | étape de montagne | (157 km) |

| \| Classement de l'étape \| Classement de l'étape \| Classement de l'étape \| Classement de l'étape \| Classement de l'étape \| \| Coureur \| Coureur \| Pays \| Équipe \| Temps \| \| --------------------- \| --------------------- \| --------------------- \| ------------------------ \| --------------------- \| \| 1re \| Sarah Gigante \| Australie \| AG Insurance-Soudal Team \| 4 h 44 min 14 s \| \| 2e \| Elisa Longo Borghini \| Italie \| UAE Team ADQ \| + 45 s \| \| 3e \| Isabella Holmgren \| Canada \| Lidl-Trek \| + 1 min 14 s \| \| 4e \| Marlen Reusser \| Suisse \| Movistar Team \| + 1 min 17 s \| \| 5e \| Antonia Niedermaier \| Allemagne \| Canyon//SRAM zondacrypto \| + 1 min 17 s \| \| 6e \| Barbara Malcotti \| Italie \| Human Powered Health \| + 1 min 21 s \| \| 7e \| Urška Žigart \| Slovénie \| AG Insurance-Soudal Team \| + 1 min 37 s \| \| 8e \| Pauliena Rooijakkers \| Pays-Bas \| Fenix-Deceuninck \| + 1 min 48 s \| \| 9e \| Évita Muzic \| France \| FDJ-Suez \| + 2 min 17 s \| \| 10e \| Anna van der Breggen \| Pays-Bas \| SD Worx-Protime \| + 2 min 48 s \| |                      |           |                          |                 |
| |                      |           |                          |                 |
| |                      |           |                          |                 |
| Classement de l'étape |                      |           |                          |                 |
| Coureur | Coureur              | Pays      | Équipe                   | Temps           |
| 1re | Sarah Gigante        | Australie | AG Insurance-Soudal Team | 4 h 44 min 14 s |
| 2e | Elisa Longo Borghini | Italie    | UAE Team ADQ             | + 45 s          |
| 3e | Isabella Holmgren    | Canada    | Lidl-Trek                | + 1 min 14 s    |
| 4e | Marlen Reusser       | Suisse    | Movistar Team            | + 1 min 17 s    |
| 5e | Antonia Niedermaier  | Allemagne | Canyon//SRAM zondacrypto | + 1 min 17 s    |
| 6e | Barbara Malcotti     | Italie    | Human Powered Health     | + 1 min 21 s    |
| 7e | Urška Žigart         | Slovénie  | AG Insurance-Soudal Team | + 1 min 37 s    |
| 8e | Pauliena Rooijakkers | Pays-Bas  | Fenix-Deceuninck         | + 1 min 48 s    |
| 9e | Évita Muzic          | France    | FDJ-Suez                 | + 2 min 17 s    |
| 10e | Anna van der Breggen | Pays-Bas  | SD Worx-Protime          | + 2 min 48 s    |

| \| Classement général \| Classement général \| Classement général \| Classement général \| Classement général \| \| Coureur \| Coureur \| Pays \| Équipe \| Temps \| \| ------------------ \| -------------------- \| ------------------ \| ------------------------ \| ------------------ \| \| 1re \| Elisa Longo Borghini \| Italie \| UAE Team ADQ \| 20 h 56 min 48 s \| \| 2e \| Marlen Reusser \| Suisse \| Movistar Team \| + 22 s \| \| 3e \| Sarah Gigante \| Australie \| AG Insurance-Soudal Team \| + 1 min 11 s \| \| 4e \| Pauliena Rooijakkers \| Pays-Bas \| Fenix-Deceuninck \| + 2 min 55 s \| \| 5e \| Antonia Niedermaier \| Allemagne \| Canyon//SRAM zondacrypto \| + 3 min 07 s \| \| 6e \| Anna van der Breggen \| Pays-Bas \| SD Worx-Protime \| + 3 min 46 s \| \| 7e \| Isabella Holmgren \| Canada \| Lidl-Trek \| + 3 min 54 s \| \| 8e \| Urška Žigart \| Slovénie \| AG Insurance-Soudal Team \| + 4 min 32 s \| \| 9e \| Barbara Malcotti \| Italie \| Human Powered Health \| + 4 min 44 s \| \| 10e \| Katrine Aalerud \| Norvège \| Uno-X Mobility \| + 5 min 01 s \| |                      |           |                          |                  |
| |                      |           |                          |                  |
| |                      |           |                          |                  |
| Classement général |                      |           |                          |                  |
| Coureur | Coureur              | Pays      | Équipe                   | Temps            |
| 1re | Elisa Longo Borghini | Italie    | UAE Team ADQ             | 20 h 56 min 48 s |
| 2e | Marlen Reusser       | Suisse    | Movistar Team            | + 22 s           |
| 3e | Sarah Gigante        | Australie | AG Insurance-Soudal Team | + 1 min 11 s     |
| 4e | Pauliena Rooijakkers | Pays-Bas  | Fenix-Deceuninck         | + 2 min 55 s     |
| 5e | Antonia Niedermaier  | Allemagne | Canyon//SRAM zondacrypto | + 3 min 07 s     |
| 6e | Anna van der Breggen | Pays-Bas  | SD Worx-Protime          | + 3 min 46 s     |
| 7e | Isabella Holmgren    | Canada    | Lidl-Trek                | + 3 min 54 s     |
| 8e | Urška Žigart         | Slovénie  | AG Insurance-Soudal Team | + 4 min 32 s     |
| 9e | Barbara Malcotti     | Italie    | Human Powered Health     | + 4 min 44 s     |
| 10e | Katrine Aalerud      | Norvège   | Uno-X Mobility           | + 5 min 01 s     |

### 8eétape
| Forlì - Imola | étape vallonnée | (138 km) |

| \| Classement de l'étape \| Classement de l'étape \| Classement de l'étape \| Classement de l'étape \| Classement de l'étape \| \| Coureur \| Coureur \| Pays \| Équipe \| Temps \| \| --------------------- \| --------------------- \| --------------------- \| ------------------------ \| --------------------- \| \| 1re \| Liane Lippert \| Allemagne \| Movistar Team \| 3 h 40 min 07 s \| \| 2e \| Anna van der Breggen \| Pays-Bas \| SD Worx-Protime \| + 0 s \| \| 3e \| Marlen Reusser \| Suisse \| Movistar Team \| + 8 s \| \| 4e \| Elisa Longo Borghini \| Italie \| UAE Team ADQ \| + 8 s \| \| 5e \| Évita Muzic \| France \| FDJ-Suez \| + 8 s \| \| 6e \| Isabella Holmgren \| Canada \| Lidl-Trek \| + 8 s \| \| 7e \| Pauliena Rooijakkers \| Pays-Bas \| Fenix-Deceuninck \| + 8 s \| \| 8e \| Silke Smulders \| Pays-Bas \| Liv AlUla Jayco \| + 8 s \| \| 9e \| Antonia Niedermaier \| Allemagne \| Canyon//SRAM zondacrypto \| + 8 s \| \| 10e \| Sarah Gigante \| Australie \| AG Insurance-Soudal Team \| + 8 s \| |                      |           |                          |                 |
| |                      |           |                          |                 |
| |                      |           |                          |                 |
| Classement de l'étape |                      |           |                          |                 |
| Coureur | Coureur              | Pays      | Équipe                   | Temps           |
| 1re | Liane Lippert        | Allemagne | Movistar Team            | 3 h 40 min 07 s |
| 2e | Anna van der Breggen | Pays-Bas  | SD Worx-Protime          | + 0 s           |
| 3e | Marlen Reusser       | Suisse    | Movistar Team            | + 8 s           |
| 4e | Elisa Longo Borghini | Italie    | UAE Team ADQ             | + 8 s           |
| 5e | Évita Muzic          | France    | FDJ-Suez                 | + 8 s           |
| 6e | Isabella Holmgren    | Canada    | Lidl-Trek                | + 8 s           |
| 7e | Pauliena Rooijakkers | Pays-Bas  | Fenix-Deceuninck         | + 8 s           |
| 8e | Silke Smulders       | Pays-Bas  | Liv AlUla Jayco          | + 8 s           |
| 9e | Antonia Niedermaier  | Allemagne | Canyon//SRAM zondacrypto | + 8 s           |
| 10e | Sarah Gigante        | Australie | AG Insurance-Soudal Team | + 8 s           |

## Classements finals

### Classement général final
| \| Classement général \| Classement général \| Classement général \| Classement général \| Classement général \| \| Coureuse \| Coureuse \| Pays \| Équipe \| Temps \| \| ------------------ \| -------------------- \| ------------------ \| ------------------------ \| ------------------ \| \| 1re \| Elisa Longo Borghini \| Italie \| UAE Team ADQ \| 24 h 37 min 03 s \| \| 2e \| Marlen Reusser \| Suisse \| Movistar Team \| + 18 s \| \| 3e \| Sarah Gigante \| Australie \| AG Insurance-Soudal Team \| + 1 min 11 s \| \| 4e \| Pauliena Rooijakkers \| Pays-Bas \| Fenix-Deceuninck \| + 2 min 55 s \| \| 5e \| Antonia Niedermaier \| Allemagne \| Canyon//SRAM zondacrypto \| + 3 min 07 s \| \| 6e \| Anna van der Breggen \| Pays-Bas \| SD Worx-Protime \| + 3 min 32 s \| \| 7e \| Isabella Holmgren \| Canada \| Lidl-Trek \| + 3 min 54 s \| \| 8e \| Barbara Malcotti \| Italie \| Human Powered Health \| + 4 min 44 s \| \| 9e \| Urška Žigart \| Slovénie \| AG Insurance-Soudal Team \| + 4 min 56 s \| \| 10e \| Katrine Aalerud \| Norvège \| Uno-X Mobility \| + 5 min 19 s \| |                      |           |                          |                  |
| |                      |           |                          |                  |
| Source : ProCyclingStats |                      |           |                          |                  |
| Classement général |                      |           |                          |                  |
| Coureuse | Coureuse             | Pays      | Équipe                   | Temps            |
| 1re | Elisa Longo Borghini | Italie    | UAE Team ADQ             | 24 h 37 min 03 s |
| 2e | Marlen Reusser       | Suisse    | Movistar Team            | + 18 s           |
| 3e | Sarah Gigante        | Australie | AG Insurance-Soudal Team | + 1 min 11 s     |
| 4e | Pauliena Rooijakkers | Pays-Bas  | Fenix-Deceuninck         | + 2 min 55 s     |
| 5e | Antonia Niedermaier  | Allemagne | Canyon//SRAM zondacrypto | + 3 min 07 s     |
| 6e | Anna van der Breggen | Pays-Bas  | SD Worx-Protime          | + 3 min 32 s     |
| 7e | Isabella Holmgren    | Canada    | Lidl-Trek                | + 3 min 54 s     |
| 8e | Barbara Malcotti     | Italie    | Human Powered Health     | + 4 min 44 s     |
| 9e | Urška Žigart         | Slovénie  | AG Insurance-Soudal Team | + 4 min 56 s     |
| 10e | Katrine Aalerud      | Norvège   | Uno-X Mobility           | + 5 min 19 s     |

### Points attribués
| Position           | 1er | 2e  | 3e  | 4e  | 5e  | 6e  | 7e  | 8e  | 9e | 10e | 11e | 12e | 13e | 14e | 15e | 16e à 20e | 21e à 30e | 31e à 40e |
| Classement général | 400 | 320 | 260 | 220 | 180 | 140 | 120 | 100 | 80 | 68  | 56  | 48  | 40  | 32  | 28  | 24        | 16        | 8         |
| Par étape          | 50  | 40  | 30  | 24  | 20  | 18  | 15  | 10  | 8  | 6   |     |     |     |     |     |           |           |           |
| Leader, par étape  | 8   |     |     |     |     |     |     |     |    |     |     |     |     |     |     |           |           |           |
| Meilleure jeune    | 6   | 4   | 2   |     |     |     |     |     |    |     |     |     |     |     |     |           |           |           |

### Classements annexes
| Classement par points | Classement par points | Classement par points | Classement par points | Classement par points |
| Coureuse              | Coureuse              | Pays                  | Équipe                | Points                |
| --------------------- | --------------------- | --------------------- | --------------------- | --------------------- |

| Classement par points | Classement par points | Classement par points | Classement par points | Classement par points |
| Coureuse              | Coureuse              | Pays                  | Équipe                | Points                |
| --------------------- | --------------------- | --------------------- | --------------------- | --------------------- |

| Classement de la montagne | Classement de la montagne | Classement de la montagne | Classement de la montagne | Classement de la montagne |
| Coureuse                  | Coureuse                  | Pays                      | Équipe                    | Points                    |
| ------------------------- | ------------------------- | ------------------------- | ------------------------- | ------------------------- |

| Classement de la montagne | Classement de la montagne | Classement de la montagne | Classement de la montagne | Classement de la montagne |
| Coureuse                  | Coureuse                  | Pays                      | Équipe                    | Points                    |
| ------------------------- | ------------------------- | ------------------------- | ------------------------- | ------------------------- |

| Classement du meilleur jeune | Classement du meilleur jeune | Classement du meilleur jeune | Classement du meilleur jeune | Classement du meilleur jeune |
| Coureuse                     | Coureuse                     | Pays                         | Équipe                       | Temps                        |
| ---------------------------- | ---------------------------- | ---------------------------- | ---------------------------- | ---------------------------- |

| Classement du meilleur jeune | Classement du meilleur jeune | Classement du meilleur jeune | Classement du meilleur jeune | Classement du meilleur jeune |
| Coureuse                     | Coureuse                     | Pays                         | Équipe                       | Temps                        |
| ---------------------------- | ---------------------------- | ---------------------------- | ---------------------------- | ---------------------------- |

## Évolution des classements
| Étape              |                             | Vainqueur _    | Classement général   | Classement par points | Meilleure grimpeuse | Meilleure jeune     | Meilleure équipe _       |
| ------------------ | --------------------------- | -------------- | -------------------- | --------------------- | ------------------- | ------------------- | ------------------------ |
| 1re étape          | contre-la-montre individuel | Marlen Reusser | Marlen Reusser       | Marlen Reusser        | non attribué        | Antonia Niedermaier | Team SD Worx-Protime     |
| 2e étape           | étape vallonnée             | Anna Henderson | Anna Henderson       | Anna Henderson        | Anna Henderson      | Antonia Niedermaier | Lidl-Trek                |
| 3e étape           | étape vallonnée             | Lorena Wiebes  | Anna Henderson       | Anna Henderson        | Usoa Ostolaza       | Antonia Niedermaier | Lidl-Trek                |
| 4e étape           | étape de montagne           | Sarah Gigante  | Marlen Reusser       | Anna Henderson        | Sarah Gigante       | Antonia Niedermaier | AG Insurance-Soudal Team |
| 5e étape           | étape de plaine             | Lorena Wiebes  | Marlen Reusser       | Lorena Wiebes         | Sarah Gigante       | Antonia Niedermaier | AG Insurance-Soudal Team |
| 6e étape           | étape vallonnée             | Liane Lippert  | Marlen Reusser       | Lorena Wiebes         | Sarah Gigante       | Antonia Niedermaier | AG Insurance-Soudal Team |
| 7e étape           | étape de montagne           | Sarah Gigante  | Elisa Longo Borghini | Lorena Wiebes         | Usoa Ostolaza       | Antonia Niedermaier | AG Insurance-Soudal Team |
| 8e étape           | étape vallonnée             | Liane Lippert  | Elisa Longo Borghini | Lorena Wiebes         | Sarah Gigante       | Antonia Niedermaier | AG Insurance-Soudal Team |
| Classements finals | Classements finals          |                | Elisa Longo Borghini | Lorena Wiebes         | Sarah Gigante       | Antonia Niedermaier | AG Insurance-Soudal Team |